# Los cuervos (serie de televisión)
Los cuervos es una serie de televisión colombiana de misterio de los años 80 realizada por R.T.I. Televisión para la Cadena 2, emitida entre el 29 de octubre de 1984 y el 15 de diciembre de 1986, es considerada un clásico del suspenso. Fue escrita por Julio Jiménez y protagonizada por Armando Gutiérrez, Celmira Luzardo, Teresa Gutiérrez, Delfina Guido y Consuelo Luzardo.
La historia presentaba los conflictos de los Olmedo, una familia ambiciosa de clase alta que vive en una misteriosa mansión llamada "Casaloma", un lugar que oculta grandes secretos que pronto se revelarán, desatando una tragedia.

## Sinopsis
Adrián Olmedo, el padre de Fausto y Alicia, es un desequilibrado mental que un día decide suicidarse saltando por la ventana de un edificio. Al quedar huérfanos, Fausto y Alicia son enviados adonde sus tías, las misteriosas hermanas del fallecido: Dolores, Narcisa y Sara.
Dolores Olmedo es una fanática religiosa que vive expiando sus culpas mediante la oración y el auto castigo físico. Su gran consejero es el padre Tomás, con quien colabora en todos los actos de caridad de la parroquia. En su juventud, Dolores tuvo un hijo natural llamado Damián, lo cual fue ocultado para evitar una vergüenza ante la sociedad. Muchos años después, Damián regresa haciéndose pasar por jardinero, aunque luego es descubierto y hace las paces con su mamá. Viaja a Europa y luego se tienen noticias de que murió en un accidente.
Narcisa Olmedo es una solterona obsesionada por su belleza. Vive pensando que algún día llegará un príncipe azul que le arreglará la vida y le pedirá matrimonio, pero eso nunca ocurre. Cuando su hermana Sara se casa con Asdrúbal Valente, este toma las riendas de Casaloma y la envía a un hospital psiquiátrico, de donde ella escapa con Santiago Albornoz. Durante la odisea para regresar a casa, los dos se enamoran y luego se casan.
Sara Olmedo es una mujer rica, dueña de la cadena de almacenes Linda y casada con el ministro Fernando Cadena, un hombre influyente en el gobierno de su país y conocido también por sus aventuras extramatrimoniales. Tienen dos hijos, Ornela y Sergio. Ornela es diseñadora de modas y es echada de Casaloma tras haber quedado embarazada (se supo luego que la bebé era de Fausto). Sergio es un notable médico, apuesto y con una fama de Donjuán muy similar a la de su padre.
La llegada de Fausto y Alicia a Casaloma crea una serie de conflictos al interior de la familia Olmedo, pues ellos dos son vistos como intrusos por algunos de los habitantes de la mansión, en la que también tiene sede una casa privada de reposo para ancianos. Fausto es conminado a la buhardilla, en donde tiene episodios de locura, que lejos de convertirlo en un hombre peligroso, sacan a flote su vena artística y se transforma en un destacado pintor. Tanto Fernando como Sergio Cadena ponen sus ojos en la belleza de Alicia y empieza una competencia entre padre e hijo por conquistarla, lo cual es físicamente imposible, ya que Alicia es prima hermana de Sergio y sobrina política de Fernando, lo cual convertiría una relación de ella con cualquiera de los dos pretendientes en un incesto. Por su parte, Ornela y Fausto tienen un encuentro íntimo en el invernadero, fruto del cual ella queda embarazada y es enviada a Europa para evitar el escándalo público.
El ministro Fernando Cadena muere intempestivamente de un infarto (esto debió hacerse para justificar la ausencia del actor Adolfo Blum, que interpretaba al personaje, y quien falleció en un accidente automovilístico a finales de 1984). Cuando aún no ha terminado el luto en la familia, Sara conoce a Asdrúbal Valente, un ambicioso productor de cine que ha fracasado en sus últimos intentos de hacer películas y busca a alguien que lo financie. Sara es engañada por Asdrúbal y le financia la película, que resulta un fiasco. Sin embargo, Valente logra engatusar a Sara y terminan casándose, a pesar de la oposición de los demás habitantes de Casaloma. Cuando Asdrúbal se apodera del control de la mansión, es cerrada la casa de reposo y todas las demás decisiones son tomadas por él. Encaprichado con Alicia, Asdrúbal la incluye en otra película, y tras ganarse el odio de ésta, la hace filmar una escena peligrosa en una ventana. Ella se resbala, cae al vacío y muere.
Valente se lleva a vivir a Casaloma a su hija Adriana, que tiempo después se enamora de Fausto y es correspondida. Los dos se casan sin el consentimiento de Asdrúbal, que sufre una apoplejía y muere. Adriana queda embarazada y da a luz a un niño. Los cuadros de Fausto son bien recibidos por la crítica, y es tal el éxito de su obra, que se vuelve un pintor famoso y rico. La pareja decide irse de Casaloma.
El más afectado por la muerte de Alicia es Sergio, pues estaba muy enamorado de ella. No obstante, se refugia en los brazos de Camila Braun, una mujer mucho mayor que él, millonaria y casada con un anciano, Jacobo Rottman, dueño de los almacenes Rotty, que son los más fuertes competidores de los almacenes Linda, de su mamá Sara. Jacobo muere al ser empujado por Camila en las escaleras de su residencia. Con el camino libre, Sergio se casa con Camila. El día de la boda, que no cuenta con el beneplácito de nadie en Casaloma, los dos sufren un grave accidente rumbo al aeropuerto, y Sergio queda en estado vegetativo, sin posibilidad alguna de recuperarse. A regañadientes, Camila y su ama de llaves, Úrsula, cuidan de él, aunque secretamente le administran un veneno que finalmente lo mata.
Camila Braun va a prisión por el homicidio de su esposo Sergio, pero estando encarcelada se suicida. Ornela regresa, con su hija Ifigenia y su esposo Andrés Albán, quienes han llegado de Europa para darse los lujos y las comodidades de las que se vieron privados en su estancia en el otro continente. Toman a Casaloma como su patio de juegos, dejando que los familiares y aliados se instalen allí para desalojar a los Olmedo por completo y quedarse con la fortuna de Sara. Aparentemente logran su cometido, pero Andrés es asesinado por sus compinches y enterrado en el jardín de la casa, mientras que Ifigenia es secuestrada y Ornela amordazada en la buhardilla.
Después de haber sido sacados de su propia casa por los amigos de Andrés, -que fueron atrapados por la policía con Ifigenia en su poder-, los Olmedo deciden regresar a Casaloma. Dolores se va de monja, Narcisa y Santiago compran una hacienda, Ornela es llevada a un centro de rehabilitación y Sara desaparece, ya que los amigos de Andrés la llevan a un ancianato de donde escapa para vivir en la calle, y es rescatada por Berta y su sobrina, Silvia Grajales. Berta fue empleada de Sara. Silvia trata de aprovecharse de la situación para extorsionar a los Olmedo con el fin de ganarse una recompensa. Al mismo tiempo, Silvia trabaja como niñera de Ifigenia para no levantar sospechas. Sara comienza a sospechar del comportamiento de las dos mujeres y decide huir. Los socios y parientes de Sara envían a Alfonso Benares a investigar su paradero, pero éste no logra encontrarla. Sara es encontrada por Eufrosina, la dueña del apartamento que Berta compartía con Silvia, y le da empleo en su restaurante, donde un día Willy Porras, el amante de Fidela y primo de Eufrosina la reconoce, y la entrega a los Olmedo.
En este lapso, Fausto y Adriana tienen una crisis, pues su pequeño hijo muere de una meningitis, y eso los distancia. Fausto se va a vivir a Casaloma, que nuevamente se encuentra abandonada y olvidada. Dolores se da cuenta de que no tiene vocación para ser monja y se enamora de Alfonso Benares. Fausto y Dolores reabren Casaloma. Narcisa empieza a pensar que Silvia y Santiago son amantes y se va para Casaloma también. Sara regresa para recomenzar su vida y hace todo lo posible para que Fausto y Adriana se reconcilien, al igual que Santiago y Narcisa. Se descubre que el pretendiente de Dolores, Alfonso Benares, es esposo de Silvia, quien está separada de él por culpa de su suegra, Jovita de Benares, "La Madrecita".
Silvia es desenmascarada por Alfonso, y todos se dan cuenta de que ella y Berta eran las que pedían rescate por Sara, y quienes mandaban cartas y hacían llamadas anónimas. Silvia intenta escapar mientras Santiago está en Casaloma tratando de arreglar las cosas con Narcisa. Alfonso forcejea con Silvia y la amenaza. Aurelio el extrabajador de la casa toma venganza de la humillación que Silvia le hizo vivir, la ahorca y la tira a un lago cercano a la finca.
Cuando comienzan las investigaciones por el asesinato de Silvia, uno de los primeros sospechosos es Alfonso Benares, quien niega haber estado con Silvia momentos antes del crimen. Las autoridades apuntan hacia Santiago Albornoz como principal sospechoso, que al final es absuelto cuando Aurelio le confiesa todo a Narcisa y a las autoridades.
Alfonso presenta a Dolores ante su madrecita quien al principio no la acepta, y tiene una fuerte discusión con los Olmedo en Casaloma. Cuando Alfonso le cuenta a Jovita que están en quiebra y que les pueden embargar la casa en la que viven, por una deuda, ella acepta que se case con Dolores, a la vez que cambia su actitud hacia ésta. El día del matrimonio, Dolores empieza a dudar de la buena fe de la Madrecita y Alfonso, y lo deja plantado en el altar.
Los Olmedo se reúnen en Casaloma para celebrar que Dolores no se casó con Benares, pero hasta allí llega Alfonso armado. Asesina a Edith Riascos y provoca una explosión en la que él mismo muere y se desencadena un incendio que destruye la mansión.
La madrecita queda sola y en la ruina, mientras los Olmedo reaparecen después del incendio, dispuestos a reconstruir Casaloma. Pasados dos años, la propiedad es reconstruida y los Olmedo se encuentran en una fiesta celebrando el bautizo de los hijos gemelos de Fausto. FIN

## Reparto

### Principales
| Actor/Actriz          | Personaje                                             | Descripción |
| --------------------- | ----------------------------------------------------- | --- |
| Teresa Gutiérrez      | Sara Olmedo                                           | Dueña de los almacenes Linda y esposa del ministro Fernando Cadena.                                                                        |
| Delfina Guido         | Narcisa Olmedo                                        | Mujer vanidosa y soñadora. Se enamora de Santiago Albornoz.                                                                                |
| Consuelo Luzardo      | Dolores Olmedo                                        | Viuda y mística. Tuvo un hijo llamado Damián.                                                                                              |
| Armando Gutiérrez     | Fausto Olmedo                                         | Sobrino de las hermanas Olmedo y esposo de Adriana Valente.                                                                                |
| Adolfo Blum           | Fernando Cadena                                       | Ministro y hombre de negocios. Primer esposo de Sara. Su personaje fue eliminado debido a la muerte del actor, el 21 de diciembre de 1984. |
| Lucero Galindo        | Fidela Sotomayor                                      | Ama de llaves. |
| Betty Rolando         | Camila Brown Vda. De Rottman / Camila Brown de Cadena | Copropietaria de los almacenes Rotty. Esposa de Jacobo Rottman y luego de Sergio Cadena.                                                   |
| Luis Eduardo Arango   | Sergio Cadena Olmedo                                  | Médico. Hijo de Fernando Cadena y Sara Olmedo. Esposo de Camila Brown.                                                                     |
| Ronald Ayazo          | Santiago Albornoz                                     | Novio de Narcisa y empleado de Sara. |
| Nórida Rodríguez      | Adriana Valente Granados de Olmedo                    | Hija de Asdrúbal Valente y Mimi Granados. Esposa de Fausto Olmedo.                                                                         |
| Moisés Angulo         | Billy Porras                                          | Boxeador y amante de Fidela. |
| Celmira Luzardo       | Alicia Olmedo                                         | Sobrina de las hermanas Olmedo. Muere tras caer de un piso por filmar una película.                                                        |
| Luis Fernando Montoya | Damián Aragón Olmedo                                  | Hijo de Dolores Olmedo. |
| Chela Arias           | Ornela Cadena Olmedo                                  | Hija de Fernando Cadena y Sara Olmedo. |
| Valentina Humar       | Ifigenia Olmedo Cadena                                | Hija de Ornela y Fausto. |
| Carlos Barbosa        | Tomás Ronderos                                        | Sacerdote. Amigo de los Olmedo. |

### Secundarios
| Actor/Actriz        | Personaje                        | Descripción                                                                   |
| ------------------- | -------------------------------- | ----------------------------------------------------------------------------- |
| Julio Medina        | Asdrúbal Valente                 | Segundo esposo de Sara Olmedo.                                                |
| Alicia de Rojas     | Úrsula                           | Ama de llaves de Camila Brown.                                                |
| Guillermo Capetillo | Andrés Albán                     | Esposo de Ornela Cadena.                                                      |
| Miguel Varoni       | Ever                             | Mejor amigo o primo de Andrés Albán.                                          |
| Patricia Maldonado  | Cristal                          | Amiga y cómplice de Andrés Albán.                                             |
| Luis Torres         | Dino                             | Amigo de Andrés Albán.                                                        |
| Raquel Sofía Amaya  | Silvia Grajales                  | Sobrina de Berta Grajales. Esposa de Alfonso Benares.                         |
| Alba Medina         | Berta Grajales                   | Exempleada de Casaloma y tía de Silvia.                                       |
| Samara de Córdova   | Jovita de Benares "La Madrecita" | Madre de Alfonso Benares.                                                     |
| Germán Rojas        | Alfonso Benares                  | Abogado y detective. Esposo de Silvia Grajales y enamorado de Dolores Olmedo. |
| Raúl Izaguirre      | Duván Cisneros                   | Amigo de Adriana Valente.                                                     |
| Chela del Río       | Mimi Granados                    | Madre de Adriana Valente.                                                     |

### Otros personajes
| Actor/Actriz            | Personaje          | Descripción                                                                     |
| ----------------------- | ------------------ | ------------------------------------------------------------------------------- |
| Sigifredo Vega          |                    | Detective.                                                                      |
| Fabio Camero            | Adrián Olmedo      | Padre de Fausto y Alicia.                                                       |
| Mariluz                 | Gloria de Otero    | Amiga de trabajo de Fausto.                                                     |
| Elsa Aldao              | Edith Riascos      | Amiga de Mimi y socia de Sara.                                                  |
| Carmen Marina Torres    | Eufrosina Muñetón  | Amiga de Sara.                                                                  |
| Leticia Palacio         |                    | Madre superiora del convento donde estuvo Dolores.                              |
| Edgardo Román           | Manuel             | Amigo y enamorado de Eufrosina.                                                 |
| Luis Chiappe            | Jacobo Rottman     | Propietario de los almacenes Rotty. Primer esposo de Camila Brown.              |
| Luis Fernández          | Aurelio            | Empleado del vivero de Santiago y Narcisa.                                      |
| Fernando Corredor       |                    | Hombre contratado por Camila para atacar a Santiago.                            |
| Miguel Alfonso Murillo  |                    | abogado y detective privado contratado por Camila en el seguimiento de Santiago |
| María Margarita Giraldo |                    | Compañera de celda de Camila.                                                   |
| Humberto Dorado         |                    | Sacerdote. Amigo del Padre Tomás.                                               |
| Luces Velásquez         |                    | Monja del convento donde estuvo Dolores.                                        |
| Guillermo Villa         | Agente Cortés      | Detective de la Policía.                                                        |
| Guillermo Quiroga       |                    |                                                                                 |
| Miguel "Happy" Lora     | Félix Revueltas    | Entrenador de boxeo de Willy Porras.                                            |
| Mario Ramírez           |                    |                                                                                 |
| Alfredo González        |                    |                                                                                 |
| Flor Vargas             | Sor Escandil       | Monja del centro psiquiátrico donde estuvo interna Narcisa.                     |
| Mónica Silva            |                    |                                                                                 |
| Víctor Muval            |                    |                                                                                 |
| Alfonso Sarmiento       |                    |                                                                                 |
| Marina Vidart           |                    |                                                                                 |
| Antonio Corrales        |                    |                                                                                 |
| Marina Arias            |                    |                                                                                 |
| Luis Visbet López       |                    |                                                                                 |
| Inés Correa             |                    |                                                                                 |
| Carlos Puentes          |                    |                                                                                 |
| Miguel Alfonso Murillo  |                    |                                                                                 |
| Amparo Moreno           |                    |                                                                                 |
| María Cristina Montoya  |                    |                                                                                 |
| Concha Potier           |                    |                                                                                 |
| Patricia Maldonado      |                    |                                                                                 |
| Claudia Grimaldi        |                    |                                                                                 |
| Lucy Colombia Arias     |                    |                                                                                 |
| Jorge Torres            |                    |                                                                                 |
| Cecilia Ricardo         | Vilma              |                                                                                 |
| Guillermo Guzmán        | Boris              |                                                                                 |
| Yolanda García          | Blasina de Galán   | Huésped de Casaloma. Es asesinada por órdenes de Asdrúbal Valente.              |
| Germán Quintero         |                    |                                                                                 |
| Nina Márquez            | Patricia           |                                                                                 |
| Alberto Saavedra        |                    |                                                                                 |
| Waldo Urrego            | Saiter Ladrilleros |                                                                                 |
| Víctor Cifuentes        | Dr. Castro         |                                                                                 |
| Rosmira Chica           | Joaquina           |                                                                                 |
| Martha Liliana Ruiz     |                    |                                                                                 |

## Episodios
Emitida entre el 29 de octubre de 1984 hasta el 15 de diciembre de 1986, cuenta con 105 capítulos, Distrito Drama es un canal de YouTube que cuenta con 104 capítulos, su éxito en los 80 fue por ser la primera serie televisada de misterio.
Durante la transmisión de los capítulos se generaron polémicas y varias situaciones que aún los televidentes recuerdan:
1. La serie fue seleccionada por el periódico El Espectador como la más exitosa de la década de 1980.
2. La casa en la que se grabó fue construida por un médico holandés que llegó al país huyendo de la Segunda Guerra Mundial.
3. La casa, construida como refugio en caso de guerra, contaba con salones ocultos detrás de los clósets.
4. Cuando se emitió la serie, se difundió una leyenda urbana que decía que, si un personaje moría en la historia, el actor que lo representaba fallecía en la vida real. Por ejemplo la villana Camila falleció en la serie y ese mismo año, Betty Rolando, la actriz que la encarnaba, falleció en un accidente automovilístico.
5. Hubo gran polémica el 15 de diciembre de 1986 cuando se emitió un capítulo en el que un hombre alterado entraba en la mansión y les disparaba a sus habitantes, ¿la razón de la polémica?, solo 11 días había tenido lugar la Masacre de Pozzeto.
6. La novela contó con la curiosa participación del actor mexicano Guillermo Capetillo, quien era muy popular por aquel entonces. La intención de la producción al contar con el actor norteamericano era impulsar un interés de los canales mexicanos por la producción. Sin embargo, los constantes desmanes y exigencias del actor, hicieron que se decidiera matar el personaje en la serie mucho antes de lo esperado.
7. En 1997 en México se intentó hacer una versión llamado ‘La casa del naranjo’, el cual no tuvo gran éxito y fue retirado del aire.[3]

## Premios y nominaciones

### Premios India Catalina
| Año                   | Categoría                | Nominado(a)              | Resultado |
| --------------------- | ------------------------ | ------------------------ | --------- |
| 1985                  | Mejor Programa de Teatro | Mejor Programa de Teatro | Ganador   |
| 1985                  | Mejor libreto original   | Julio Jiménez            | Ganador   |
| 1985                  | Mejor actriz de reparto  | Delfina Guido            | Ganadora  |
| 1986                  |                          |                          |           |
| Mejor serie           | Mejor serie              | Ganadora                 |           |
| Mejor director        | Alí Humar                | Ganador                  |           |
| Mejor actor principal | Armando Gutiérrez        | Ganador                  |           |

## Recepción por parte del público
El periódico El Espectador la seleccionó como la serie más exitosa de los años ochenta. Sus escenas fueron las más costosas de la época, inversión que se recuperó gracias a las pautas publicitarias y a la venta de transmisión a varios países de América Latina. En 2010 2011y 2024, fue retransmitida en Colombia por los canales regionales Telepacífico Canal Capital y Telecafé, en el 2014 y 2016 por el Canal Uno, en las horas de la madrugada y en el 2017, 2022 y 2025 por Señal Colombia, y también por la plataforma de RTVCPlay. Y el mismo año por Telecafe

## Versiones
- La casa del naranjo (TV Azteca, 1997), fue la adaptación en versión telenovela de la serie Los Cuervos. Estuvo protagonizada por Saby Kamalich (Sara), Martha Verduzco (Dolores), y Regina Orozco (Narcisa). La telenovela fue un fracaso y tuvo que ser sacada del aire.